# SUDI

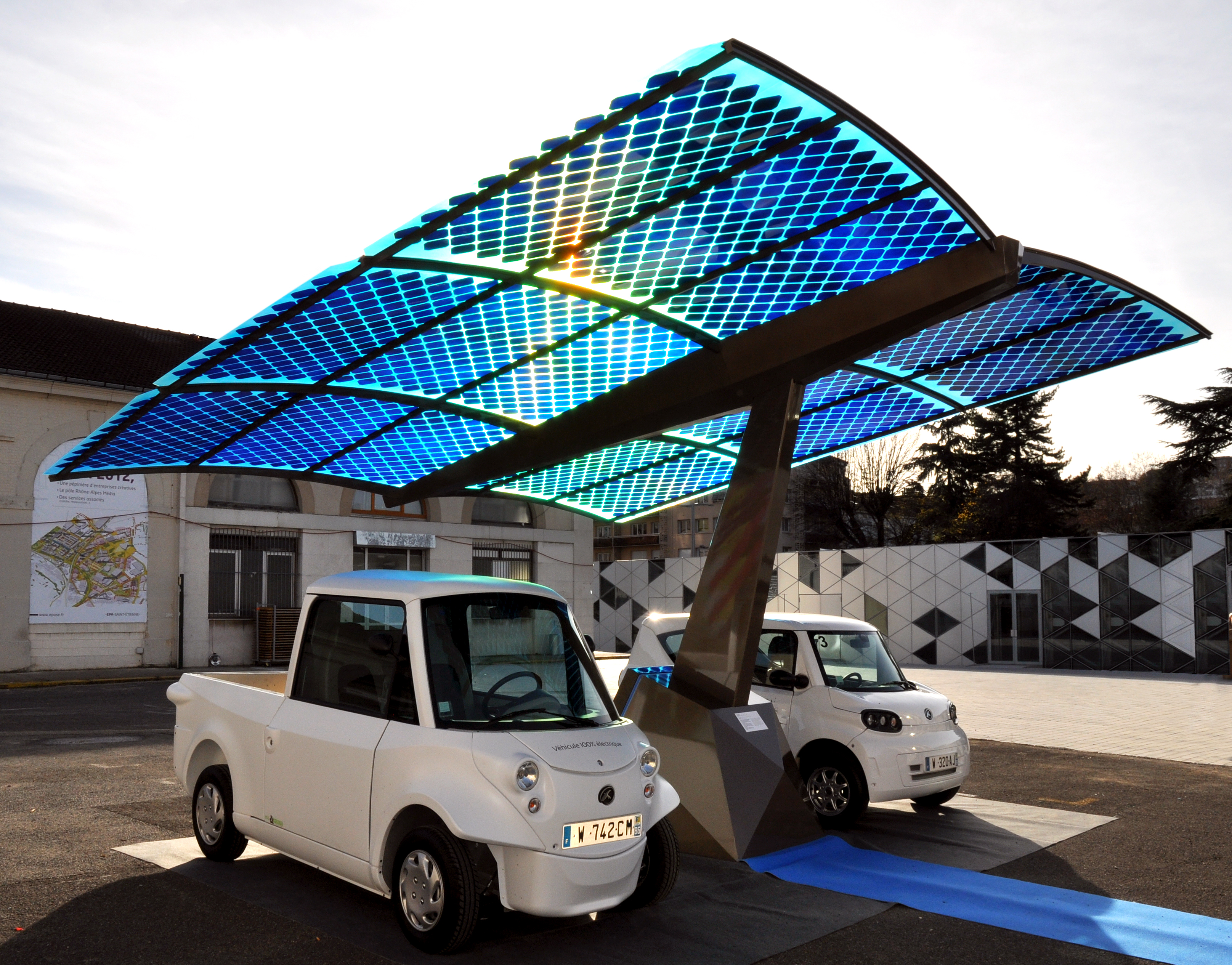
L'Ombrière, station de recharge SUDI.

SUDI, de l'anglais Sustainable Urban Design & Innovation, est un projet né à la suite du Vendée Globe 2008-2009.
Raphaël Dinelli, qui y participe sur un bateau laboratoire destiné à fiabiliser le matériel développé lors des programmes de recherches de la Fondation Océan Vital – fondation regroupant des entreprises, des industriels, des chercheurs et des techniciens dans le but de créer des solutions de développement durable par les énergies renouvelables en améliorant des process existants – rencontre Régine Charvet Pello, fondatrice de l'agence de design RCP Design Global. Ensemble, ils mettent en œuvre le concept d'encapsulation de cellules en silicium dans des matériaux composites créé par la Fondation Océan Vital.
Pour tirer profit de cette nouvelle génération de panneaux solaires, les designers de l'agence RCP imaginent une ombrière photovoltaïque baptisée SUDI. C'est une station autonome de recharge d'énergie pour les véhicules électriques à disposition des usagers, notamment par les collectivités locales et territoriales. La fabrication et la commercialisation est assurée par le Groupe Hervé. Les premiers exemplaires sont livrés en octobre 2011. Cette innovation est présentée à la Biennale internationale du design de Saint-Étienne 2010,.
Quatre partenaires français :
- l'agence RCP Design Global est à l'initiative du projet et a assuré le design et la conception de la station de recharge ;
- la Fondation Océan Vital a créé et breveté un concept de mise en œuvre innovante des cellules photovoltaïques ;
- le Groupe Hervé est le promoteur et l'installateur de la station de recharge ;
- l'entreprise Solutions Composites a été chargée de la conception mécanique, en particulier de la structure et des composants en matériaux composites.